# Donbass Arena
Die Donbass Arena (ukrainisch Донбас Арена, russisch Донбасс Арена) ist ein Fußballstadion in der ukrainischen Industriestadt Donezk und Heimstadion des Spitzenclubs Schachtar Donezk. Sie wurde am 29. August 2009 eröffnet und war Austragungsort der Fußball-Europameisterschaft 2012. Das Stadion ist derzeit geschlossen.

## Geschichte
Die Arena wurde im Auftrag von Rinat Achmetow von der britischen Firma Arup entworfen, die schon für die Allianz Arena in München und das Lluís-Companys-Olympiastadion in Barcelona verantwortlich war. Ausgeführt wurde der Bau durch die türkische Firma ENKA İnşaat ve Sanayi A.Ş. als Generalunternehmer. Die Bauarbeiten begannen im Jahr 2006 und wurden im Sommer 2009 beendet. Als Baumaterialien wurden hauptsächlich Stahl und Beton sowie für die Außenfassade Glas verwendet. Auf der Anlage befindet sich auch ein Fußballmuseum. Die Donbass Arena wurde von der UEFA mit 5 Sternen klassifiziert.
Da für den Bau der Donbass Arena Bäume gerodet werden mussten, wurde um das Stadion ein Park angelegt und neue Bäume gepflanzt. Neben Sportereignissen wird das Stadion auch als Veranstaltungsort für Konzerte und Shows dienen. Bei der Eröffnungsfeier war nationale und internationale Prominenz aus Politik und Unterhaltung wie Julija Tymoschenko und Wiktor Juschtschenko anwesend. Die US-amerikanische R&B-Sängerin Beyoncé gastierte am 29. August 2009 im Rahmen ihrer I Am… Tour.
Vor der Arena befindet sich der weltgrößte „schwimmende“ Granit-Fußball. Diese Steinkugel ist aus mehreren schwarzen und hellen Hartgesteinen zusammengesetzt und gleitet auf einem hauchdünnen Wasserfilm. Der steinerne Ball hat einen Durchmesser von 270 cm und ein Gewicht von 28 Tonnen. Er wurde im Jahre 2009 aufgestellt.
Im August 2014 wurde das Stadion durch Kämpfe im Zusammenhang mit dem Krieg in der Ukraine durch zwei Explosionen beschädigt. Eine nahegelegene Elektrizitätsstation wurde ebenfalls in Mitleidenschaft gezogen. Schon zuvor war entschieden worden, in der Saison 2014/15 die Heimspiele von Schachtar in der Arena Lwiw auszutragen. Die im Vereinsmuseum von Schachtar ausgestellten Pokale und Exponate wurden an einen sicheren Ort gebracht. Am 20. Oktober 2014 wurde die Donbass Arena durch Explosionen stark beschädigt; durch Druckwellen stürzten Teile der Glasfassade ein. Teile der Trägerstruktur der verbliebenen Fassadenteile wurden um 20 bis 30 Zentimeter angehoben, durch Vergleiche der Bilder der Überwachungskameras wurde außerdem festgestellt, dass die Fassade im Laufe des darauffolgenden Tages nachzugeben begann. Um den Einsturz weiterer Fassadenteile zu verhindern, wurden unmittelbar darauf Sicherungsmaßnahmen an den Trägern durchgeführt.
In den Katakomben des Stadions wurde im August 2014 ein Logistikzentrum für Hilfsgüter für die Bevölkerung im Donbass-Gebiet eingerichtet, welches vom Oligarchen und Schachtar-Präsident Rinat Achmetow finanziert wird.
Im Dezember 2015 berichteten ukrainische Medien, Schachtar plane eine Rückkehr in die Donbass Arena. Die Beseitigung der Schäden begann Anfang 2016. Die Arbeiten kommen konfliktbedingt nur langsam voran, Ende Mai 2018 war die Rasenfläche vollständig restauriert.

## Netzwerktechnik
Im Stadion wurden 60 Kilometer Glasfaser- und mehr als 400 Kilometer Kupferkabel verlegt. Mit 6000 Kupfer- und über 1700 Glasfaser-Anschlüssen ist dies eines der größten je in der Ukraine installierten Netzwerke.

## Fußball-Europameisterschaft 2012
Während der Europameisterschaft wurden in der Donbass Arena mit drei Vorrundenspielen sowie einem Viertel- und einem Halbfinalspiel insgesamt fünf Spiele ausgetragen.
| Datum         | Runde         | Heim       | Gast       | Ergebnis              |
| ------------- | ------------- | ---------- | ---------- | --------------------- |
| 11. Juni 2012 | Vorrunde      | Frankreich | England    | 1:1 (1:1)             |
| 15. Juni 2012 | Vorrunde      | Ukraine    | Frankreich | 0:2 (0:0)             |
| 19. Juni 2012 | Vorrunde      | England    | Ukraine    | 1:0 (0:0)             |
| 23. Juni 2012 | Viertelfinale | Spanien    | Frankreich | 2:0 (1:0)             |
| 27. Juni 2012 | Halbfinale    | Portugal   | Spanien    | 2:4 i. E. (0:0 n. V.) |

## Galerie

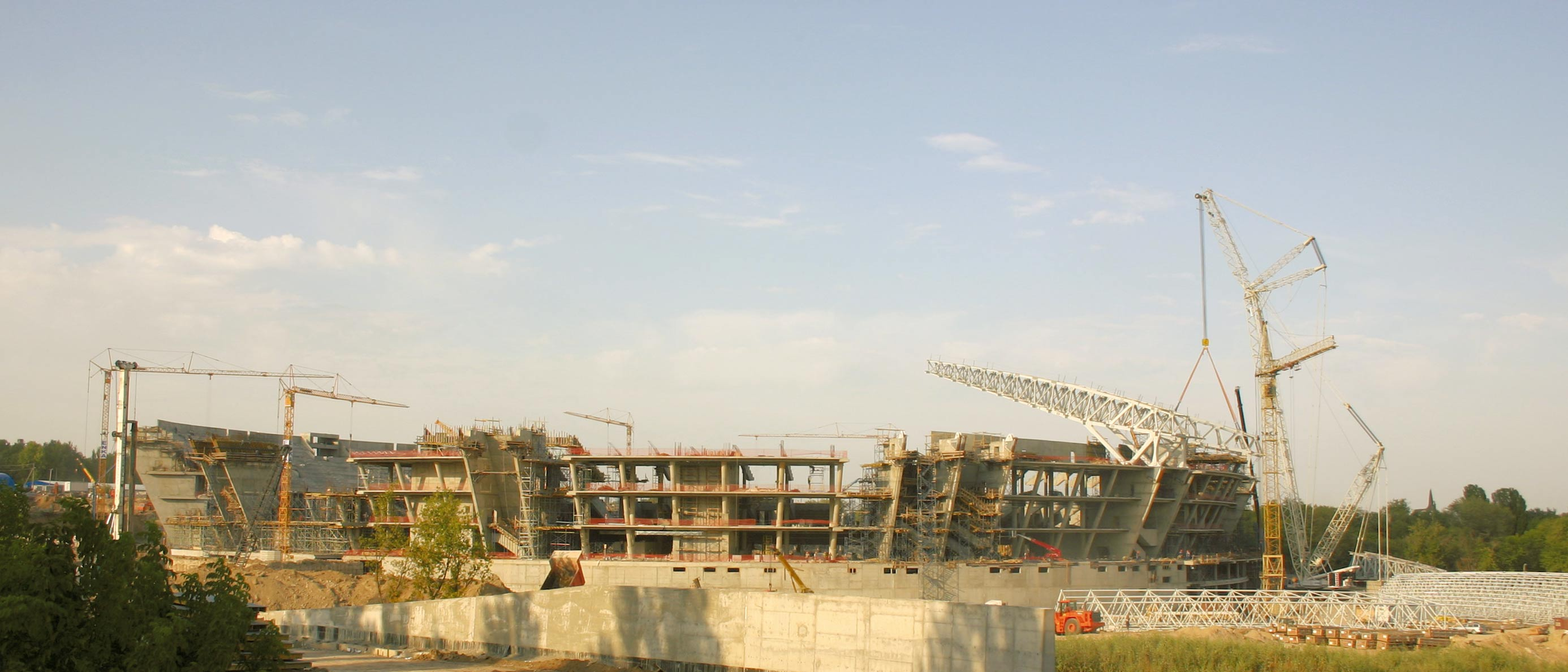
Bau der Arena am 13. August 2007
Baustelle am 1. August 2008
Blick auf die Arena (2021)
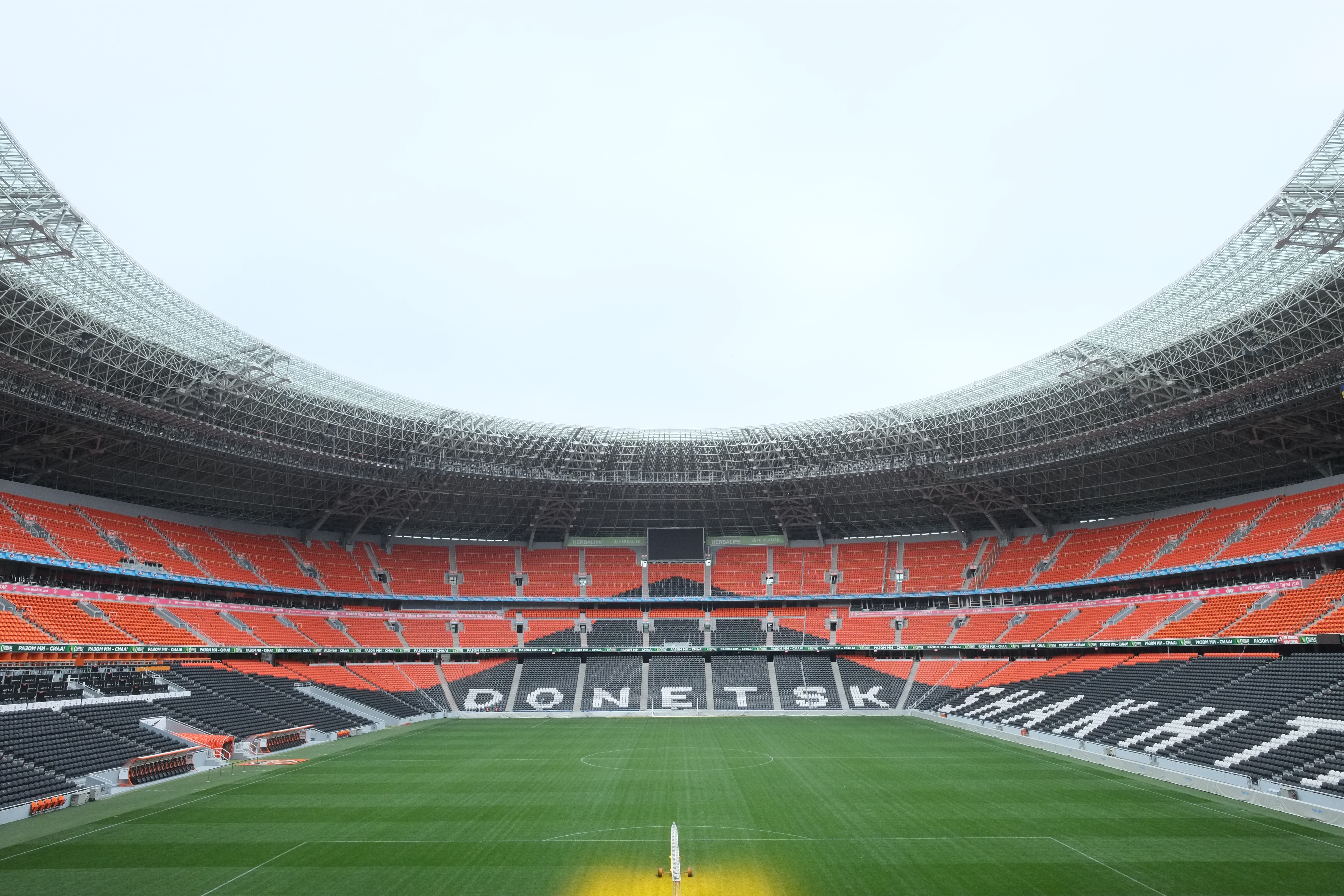
Spielfeld
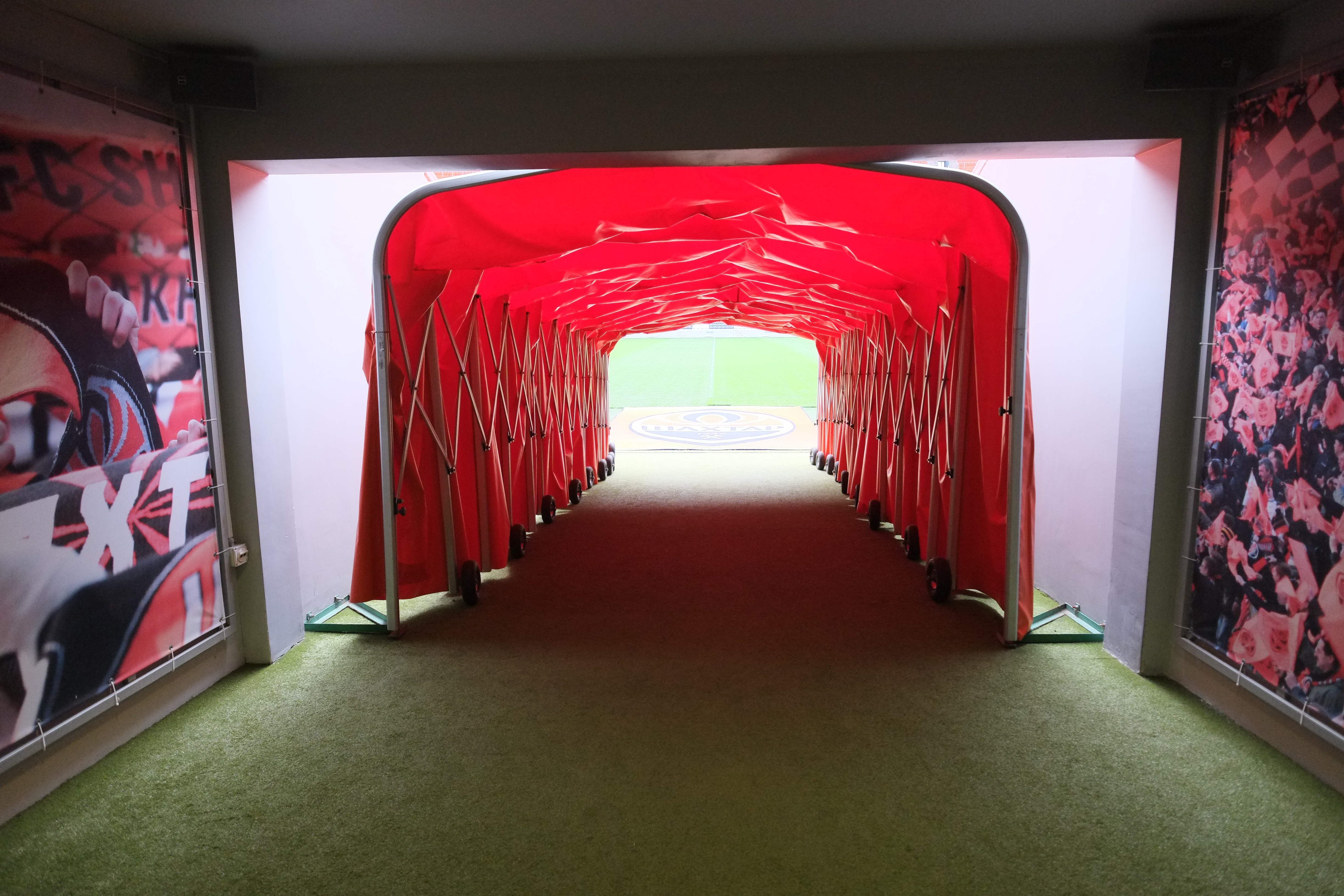
Spielertunnel
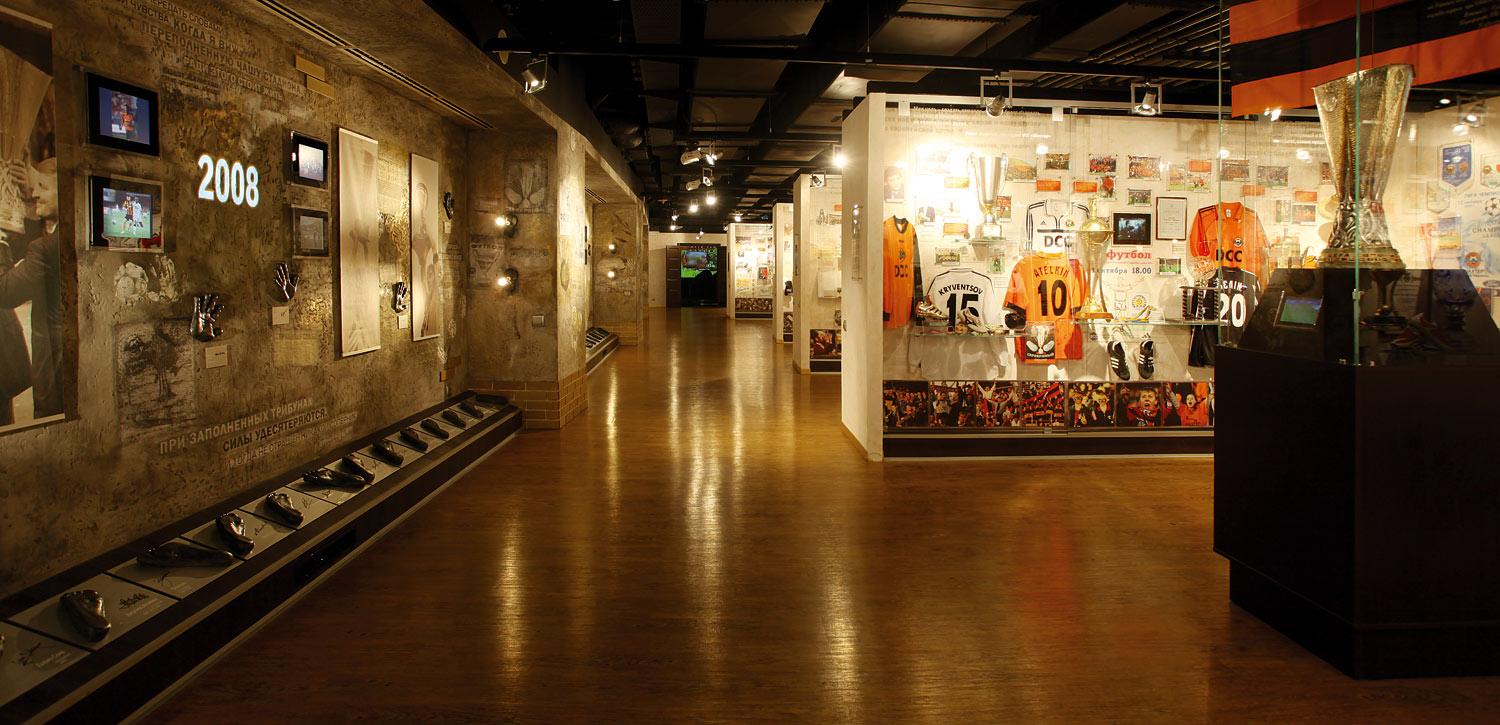
Vereinsmuseum von Schachtar Donezk
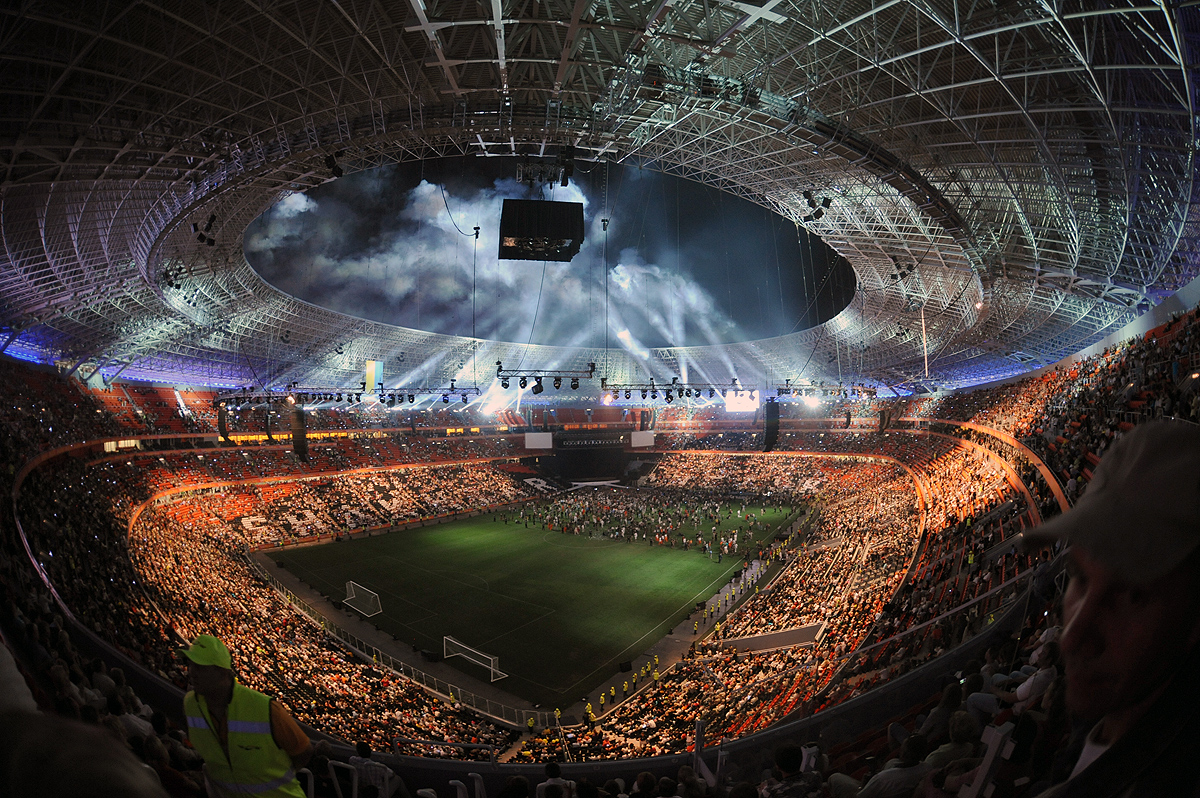
Im Inneren der Arena (2009)
Beleuchtung bei Nacht